# Anton Giulio Borghesi
Anton Giulio Borghesi ist ein italienischer Kameramann und Filmregisseur.

## Leben
Borghesi war zwischen 1968 und 1977, manchmal unter dem Namen Nino Borghesi und Antonio Borghesi, für die Fotografie etlicher Filme verantwortlich. Zuvor hatte er an Dokumentationen gearbeitet und 1958 den Kinderfilm Valentino inszeniert und geschrieben.

## Filmografie

### Kamera
- 1968: Django – Melodie in Blei (Uno di più all'inferno)
- 1977: L’appuntamento

### Regie
- 1958: Valentino